# 萨塞塔
萨塞塔（義大利語：Sassetta），是意大利利佛诺省的一个市镇。总面积26平方公里，人口583人，人口密度22.4人/平方公里（2009年）。ISTAT代码为049019。